# 中國罕王
中國罕王控股有限公司（英語：China Hanking Holdings Limited，簡稱中國罕王控股或中國罕王，港交所：3788），屬於罕王集團旗下公司。由民營企業家楊敏在1996年創立。主要經營鐵礦石和礦場等。主要資產包括抚顺罕王傲牛铁矿有限公司、抚顺兴洲矿业有限公司、本溪罕王矿业有限公司、抚顺罕王上马铁矿、抚顺景佳铁矿等。
2011年6月，中國罕王原計劃進行公開招股，但因市況不佳而推遲計劃。
2011年9月，中國罕王在香港進行全球公開招股，招股價範圍在2.51-2.93港元，發售4.5億股新股，集資金額為11.521-13.449億港元。因為市況不佳，公開發售部分只獲21.3%的認購，只收到76份認購申請。中國罕王最終招股價訂在2.51元，每手股數1000股，並在9月30日於香港交易所上市。
2016年2月29日，中國罕王股價急跌65%後停牌，停牌前報1.12元較上個交易日大跌2.08元。

## 外部連結
- 中國罕王控股有限公司（页面存档备份，存于）
- 中國罕王控股招股章程